# Philip W. Schiller
Philip W. Schiller, più noto come Phil Schiller (Natick, 8 giugno 1960), è un dirigente d'azienda statunitense.
In Apple ricopre il ruolo di vicepresidente per il product marketing a livello mondiale. La sua figura ha un ruolo importante nelle presentazioni pubbliche dell'azienda californiana. Risponde direttamente al CEO Tim Cook e fa parte del gruppo dirigente che comanda la compagnia dal ritorno di Jobs in Apple nel 1997.

## Biografia
Schiller ha conseguito il diploma in Biologia all'Università di Boston nel 1982. Ha cominciato un dottorato in lingue, indirizzo inglese, ma non lo ha portato a termine. Phil Schiller ha ventiquattro anni di esperienza nel campo del product marketing e in campo amministrativo, di cui diciassette anni alla Apple ricoprendo vari ruoli. Precedentemente ha lavorato anche in Macromedia (Vice presidente Product Marketing), FirePower Systems, Inc. (Responsabile del Product Marketing), Nolan, Norton & Company e Massachusetts General Hospital (Programmatore e Analista di Sistemi).
In Apple Schiller ha dato un contributo decisivo alla formazione e al marketing di prodotti come, l'iMac, l'iBook, il PowerBook G4, l'iPod, macOS e prodotti successivi. Ha partecipato spesso alle presentazioni di prodotti nuovi di Apple tenute da Steve Jobs. In occasione della lunga assenza per malattia del CEO della società, Schiller ha condotto le presentazioni dei prodotti nuovi dell'azienda supportato da altri membri dello staff di Apple, incluse l'ultima apparizione di Apple al Macworld Trade Show della casa editrice IDG il 6 gennaio 2009 e l'introduzione alla WWDC l'8 giugno 2009. Entrambi gli eventi si sono tenuti a San Francisco ed era solito condurli il CEO Steve Jobs. Tra i prodotti presentati a questi eventi ci furono l'aggiornamento della linea dei MacBook Pro, il nuovo iPhone 3Gs, le nuove versioni dei pacchetti iLife e iWork e i cambiamenti ai DRM sulle canzoni nell'iTunes Store.
Il 4 agosto 2020 Phil Schiller viene sostituito da Greg Jozwiak e prenderà la carica di Apple Fellow . La sua promozione pare sia in realtà una punizione per l’imbarazzo generato dallo scambio di email con Steve Jobs, registrare durante l’indagine dell’Antitrust americano. Email dove si evince che Schiller spinse ad applicare il 30% di commissioni ad Amazon per la vendita di libri nell’app di Kidle per iOS a seguito di uno spot TV poco desiderato. Spot dove Amazon spiegava che l’esperienza utente nella lettura dei libri su iOS fosse la stessa su Android.